# Brand (Sächsische Schweiz)
Der Brand ist ein 3,1 km südlich von Hohnstein gelegenes Felsplateau in der Sächsischen Schweiz, welches 317,4 m ü. NHN und 177 Meter über der unmittelbar darunter fließenden  Polenz liegt. Die Brandaussicht zählt zu den berühmtesten Aussichten der Sächsischen Schweiz.

## Name
Der Name des Aussichtsfelsens leitet sich von früheren Waldbränden in den umliegenden Waldgebieten ab.

## Geschichte
Obwohl der Brand auf den ab 1780 entstandenen Meilenblättern noch nicht verzeichnet ist, muss von einer weit früheren Kenntnis der Aussicht ausgegangen werden, da das südlich des Brands anschließende Felsenriff des Frinzberges bereits im 15. Jahrhundert als Bergwarte bzw. Vorburg der Burg Hohnstein genutzt wurde. Am Abstieg vom Brand zum Tiefen Grund findet sich die eingemeißelte Jahreszahl „1751“.
Die erste (touristische) Erwähnung unter der Bezeichnung Brand geht auf Carl Heinrich Nicolai zurück, der 1801 schrieb: Nicht gar so weit von hier ist ein Ort, der der Brand heißt; da muss der Weg nun hingehen. Das ist wieder so eine Felsspitze am Rande eines Tief Tales. Ihren Namen soll sie daher haben, dass man verschiedene Male die Heide auf derselben brennend gefunden hat.
Vergleichsweise frühzeitig erfolgte eine touristische Erschließung, da der Aussichtspunkt auf der klassischen Route des Malerweges vom Liebethaler Grund über die Bastei in die Sächsische Schweiz lag. Einer der Künstler, die nachweislich auf dem Brand weilten, war der Schriftsteller Moritz August von Thümmel. Er hinterließ in der nahe der Aussicht gelegenen Thümmelgrotte die Inschrift:
Wohl mir, daß mir noch unverwöhnet

Die Lockung der Natur gefällt,

Solch eine Gegend, Freund, versöhnet

Mich mit dem Ueberrest der Welt.
Man wird des Lebens überdrüssig

Bei aller Ebb und Fluth der Stadt,

Doch hier, geschäftig oder müßig

Wird keiner seines Daseins satt.
Bereits 1822 wurden die beiden Aussichtsplätze am Brand durch eine Holzbrücke verbunden, die 1851 durch eine Steinbrücke ersetzt wurde. 1835 wird von rustikalen Sitzen, einer geringen Hütte und einem täglich hierher wandernden Mütterchen, das Erfrischungen feilhält berichtet. Als Küche wurde damals eine Felsspalte genutzt.
1856 baute die Forstverwaltung als Eigentümer des Brandareals ein Blockhaus. 1877 war die Besucherzahl soweit angewachsen, dass man einen Steinbau ausführte (1899 aufgestockt). 1893 entstand zusätzlich ein großes Logierhaus mit einem Speisesaal für 120 Personen und 18 Fremdenzimmern. Mit der Eröffnung des Logierhauses begann auch die ganzjährige Bewirtschaftung des Brand.
Das historische Gebäudeensemble wird heute als Gasthof „Brand-Baude“, Wanderherberge und Informationsstelle des Nationalpark Sächsische Schweiz genutzt.

## Aussicht
Vom Brand aus bietet sich eine herausragende Aussicht nach Osten, Süden und Westen auf weite Teile der Sächsischen Schweiz bis hin zum Osterzgebirge. Mitte des 19. Jahrhunderts wurde die Aussicht wie folgt beschrieben:
Eines der reichsten Landschaftsbilder der Sächsischen Schweiz liegt auf diesem Punkte vor uns ausgebreitet. (...) Rechts erblickt man die Felsen bei Rathen mit der Bastei, das freundliche Wehlen und einen glänzenden Bogen der Elbe in ziemliche Ferne gerückt, dann den Lilienstein und Königstein, hinter welchem sich ein mit zahllosen Dörfern bedecktes Gelände ausdehnt, über welchem in blauer Ferne die Spitzen des Wilisch, des Geisings, des Sattelberges und anderer Höhen des Erzgebirges emporsteigen. Weiter nach links heben sich aus der zahlreichen Menge von Bergen besonders der Pfaffenstein, der Gohrisch, die Nollendorfer Höhe mit der Kapelle, der Schneeberg, die Kuppelberge, der Zirkelstein hervor. Den Zschirnstein erblickt man kaum von irgend einem andern Standpunkte so schön wie von hier. Links schließt sich die Aussicht mit dem Großen Winterberge und Schrammsteine, hinter welchem letzteren der Rosenberg emporsteigt.
Wegen seiner Aussicht ist der Brand eines der Hauptwanderziele der vorderen Sächsischen Schweiz.

## Zugang
Der klassische Zugang zum Brand erfolgt von Hohnstein über die sogenannte Brandstraße, einen etwa 2,5 Kilometer langen befestigten Fahrweg. Vom östlich gelegenen Tiefen Grund (Waitzdorfer Bach) führen etwa 850 Stufen, die als Brandstufen bezeichnet werden, auf den Brand. Die in lockeren Abständen aufeinanderfolgenden Holz- und Stahltreppen überwinden dabei etwa 150 Höhenmeter. Ein weiterer Zugang führt vom westlich gelegenen Polenztal von der Waltersdorfer Mühle über den Schulzengrund zur Brandstraße. Der Weg über die Brandstraße und die Brandstufen ist Teil des Malerweges, des Hauptwanderweges in der Sächsischen Schweiz.

## Naturschutz und Tourismus
Seit 1990 ist der Brand Bestandteil des Nationalpark Sächsische Schweiz. Er liegt in der Kernzone des Nationalparkes, in welcher besonders strenge Schutzvorschriften gelten. Das historische Blockhaus beherbergt seit 2006 eine Informationsstelle der Nationalparkverwaltung. Schwerpunktmäßig werden hier geschichtliche Besonderheiten aus der Nationalparkregion dargestellt.
Der Brand wurde Ende der 1990er Jahre von etwa 40500 Wanderern pro Jahr besucht.

## Bergsteigen
Der Brand ist auch der Namensgeber des gleichnamigen Klettergebietes Brand, das etwa 80 Klettergipfel zwischen Hohnstein und Kohlmühle umfasst. Gleich unterhalb der Aussicht steht der Kletterfelsen Brandscheibe mit mehreren Wegen der Schwierigkeit V bis VIIIc (sächs.).

## Galerie

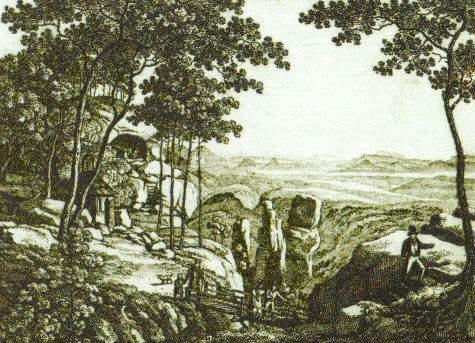
"Auf dem Brand" – Zeichnung von Carl August Richter (1818)
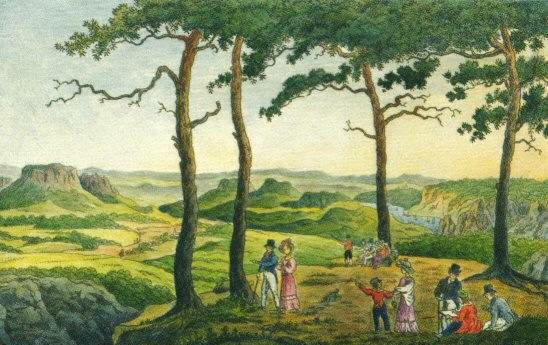
Die Brandaussicht gezeichnet von Ludwig Richter (1820)
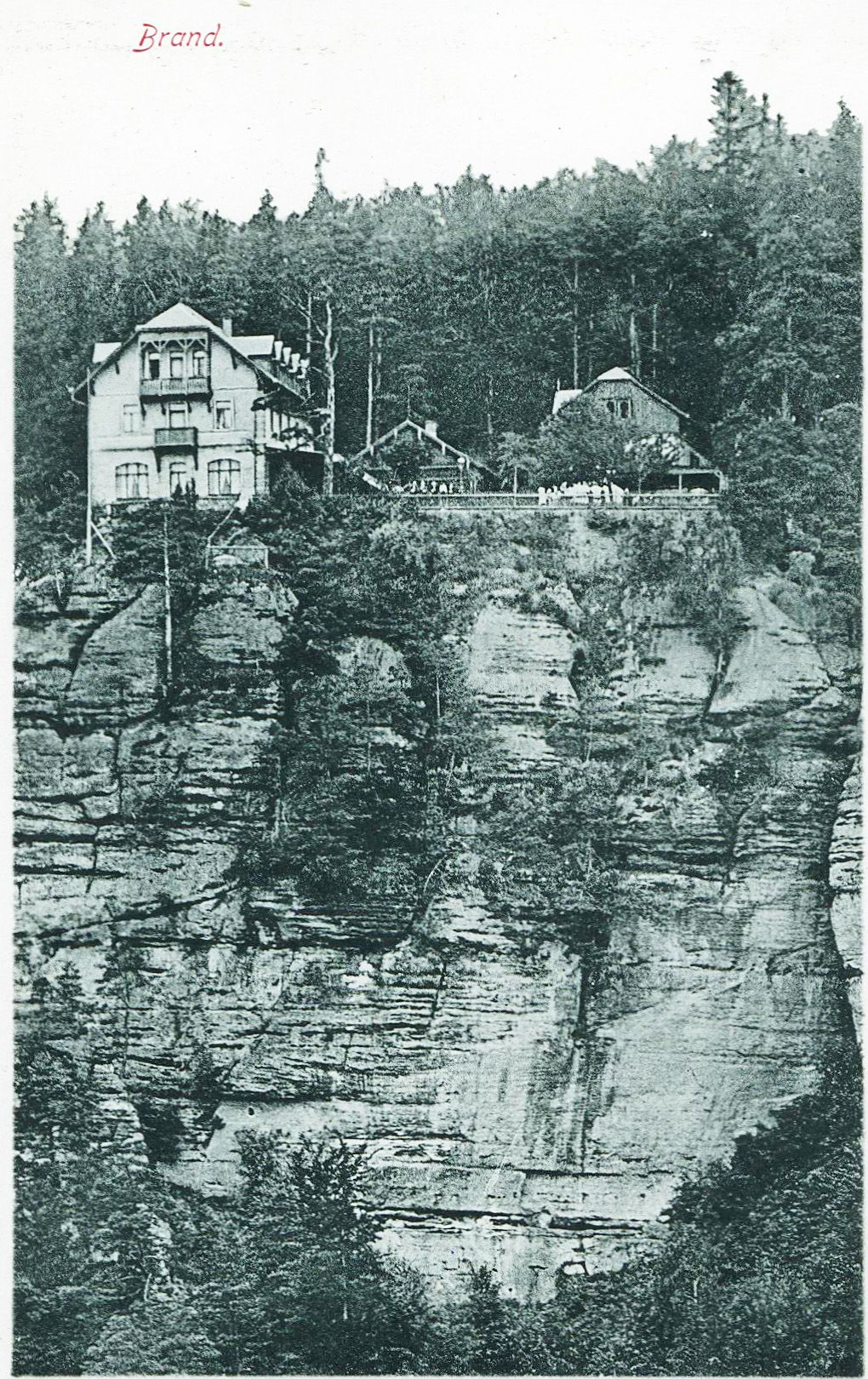
Blick zur Brandbaude (um 1910)
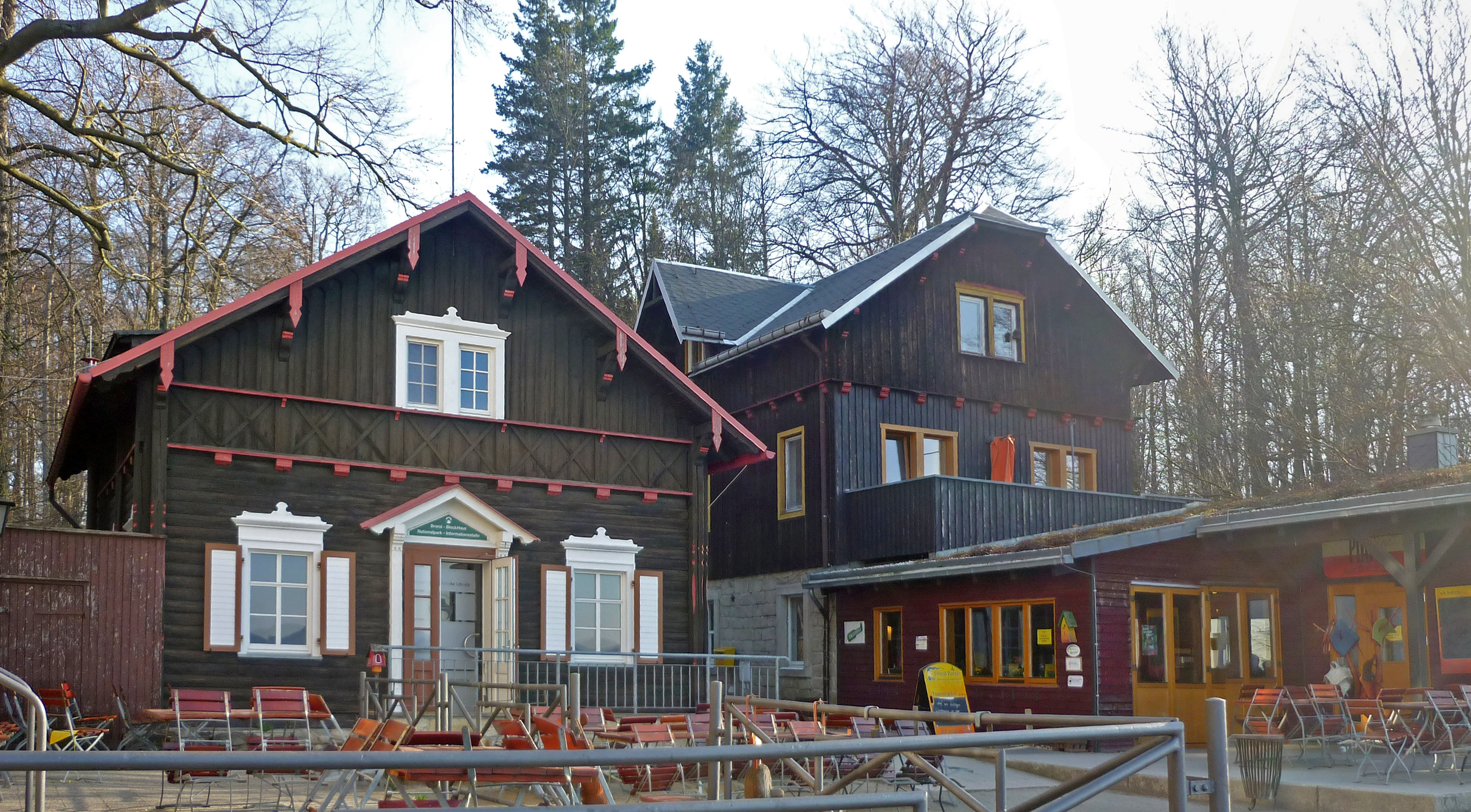
Historisches Blockhaus mit der Brandbaude im Hintergrund
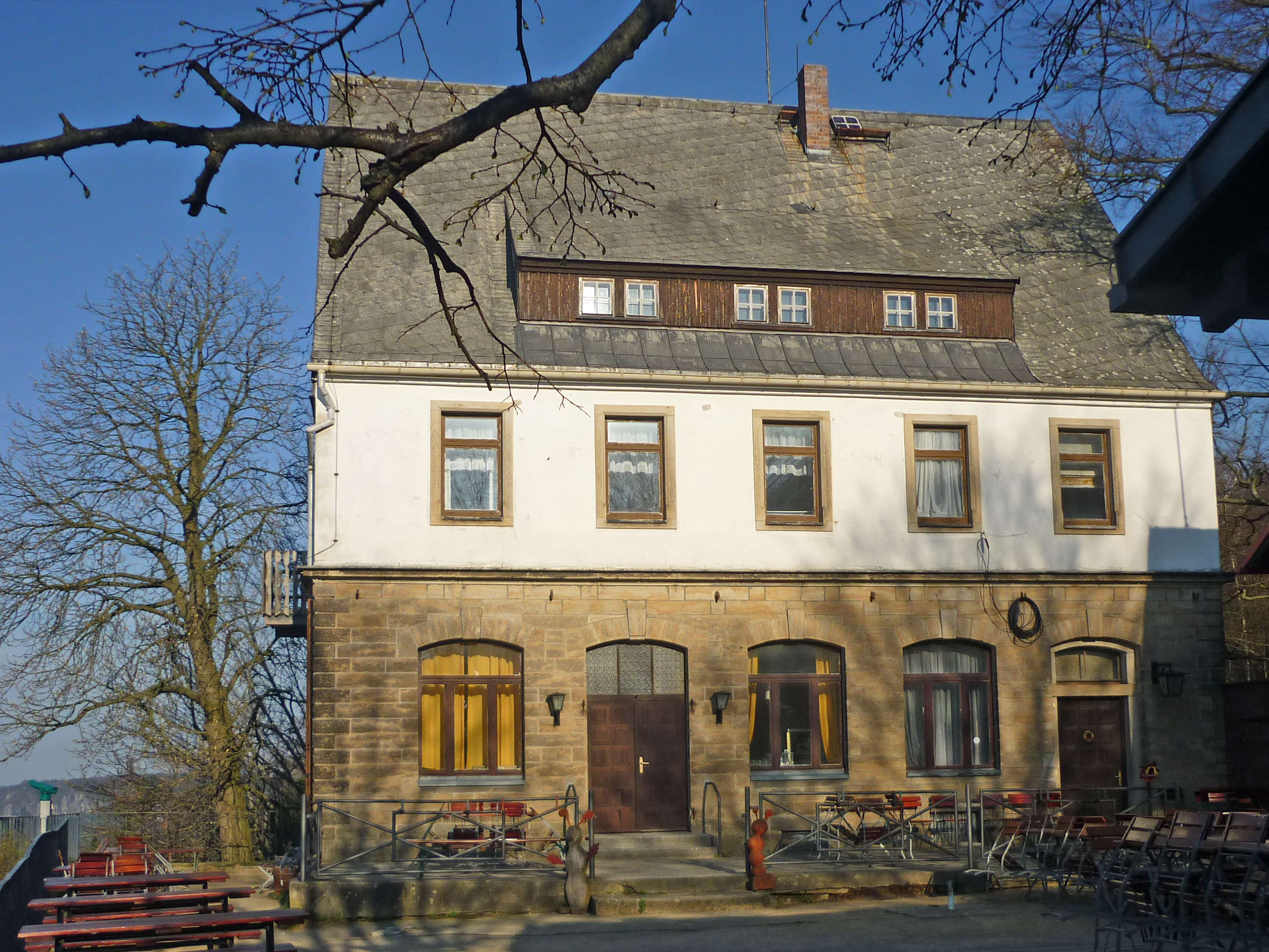
Blick auf das 1893 erbaute Logierhaus
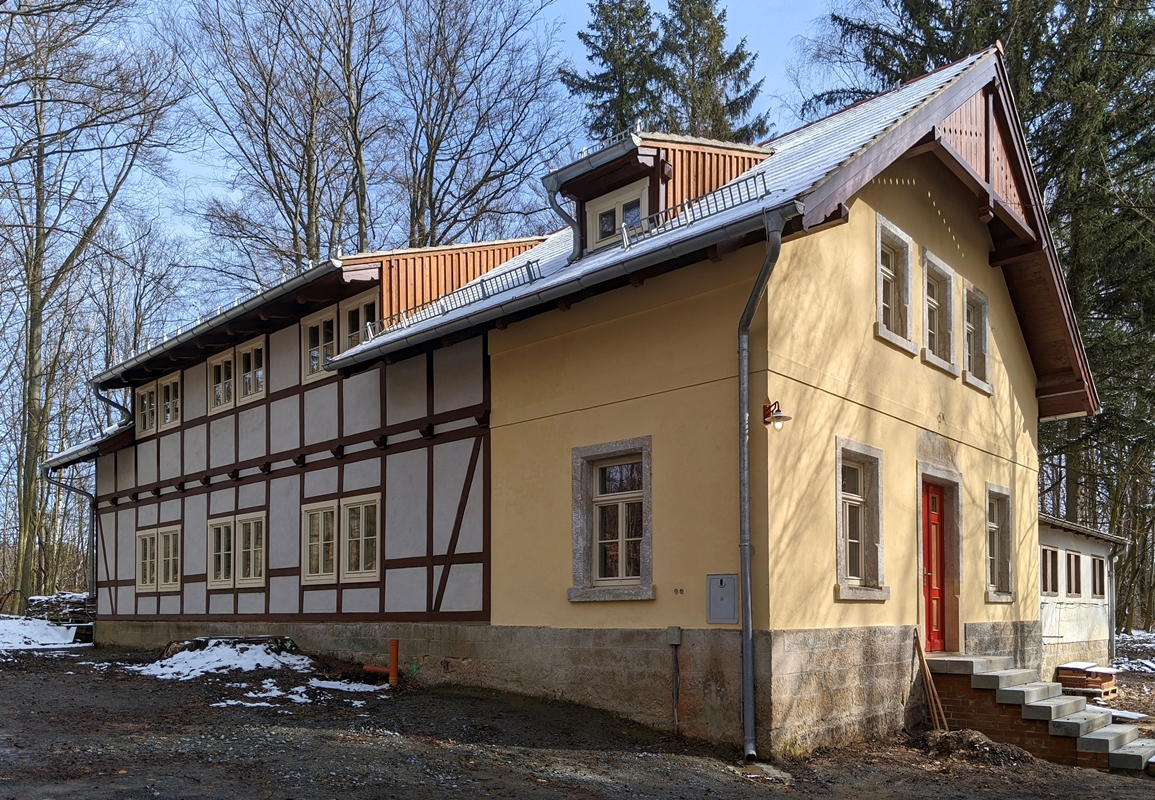
Villa Rosel, 1905 als Remise und Hausmeisterwohnung erbaut
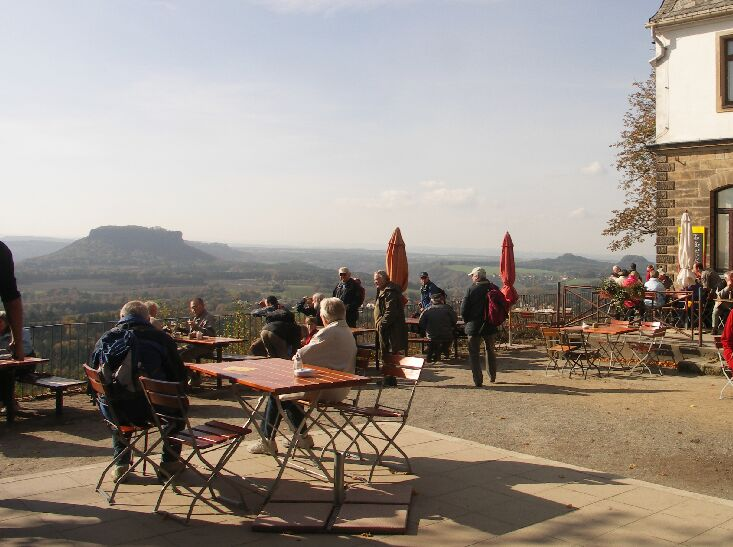
Aussichtsterrasse auf dem Brand mit dem Lilienstein im Hintergrund
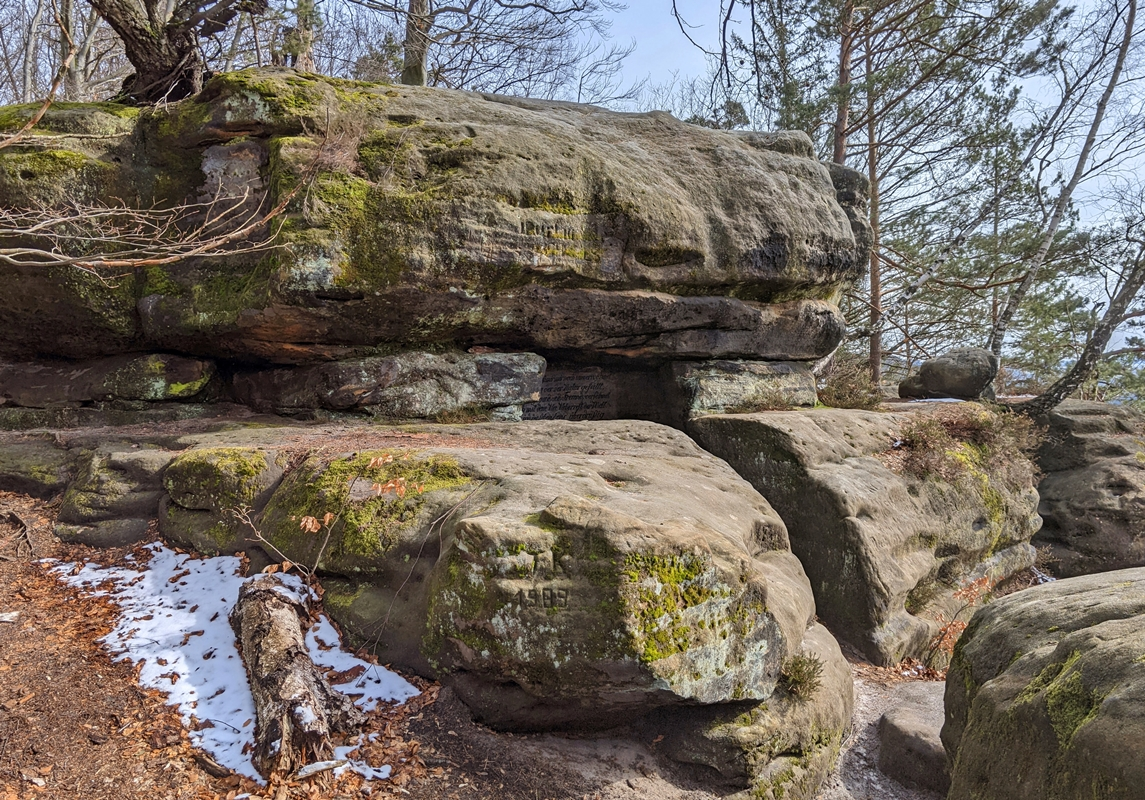
Thümmelgrotte
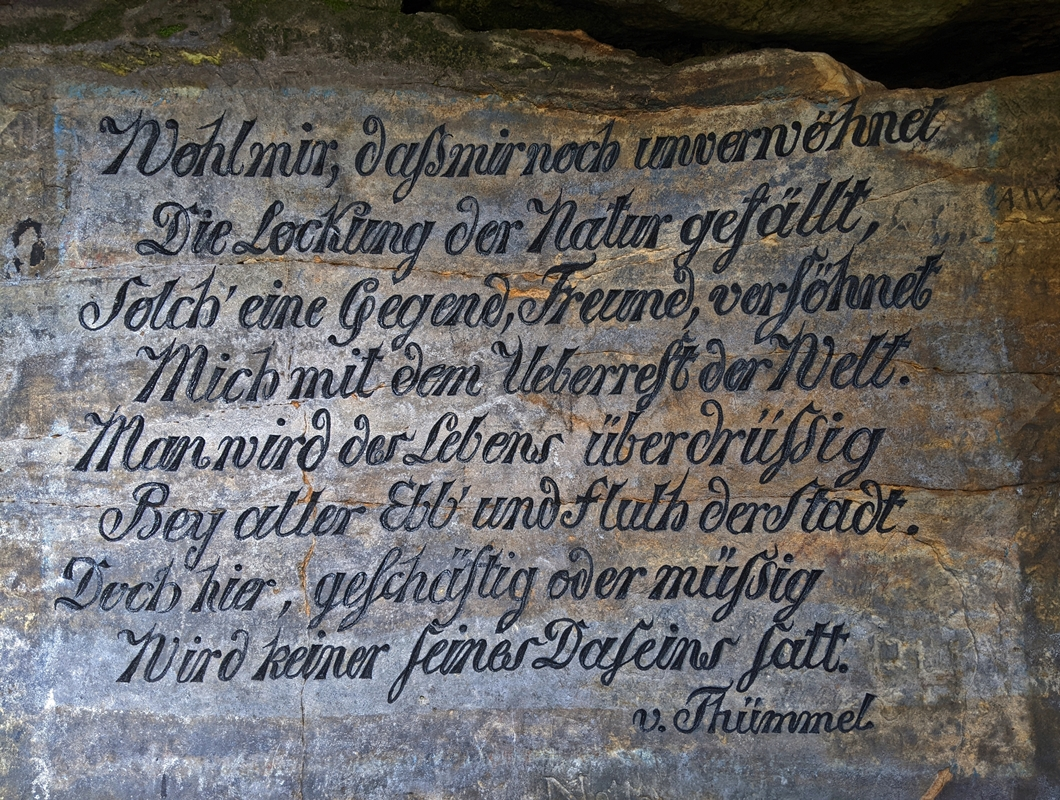
Inschrift in der Thümmelgrotte
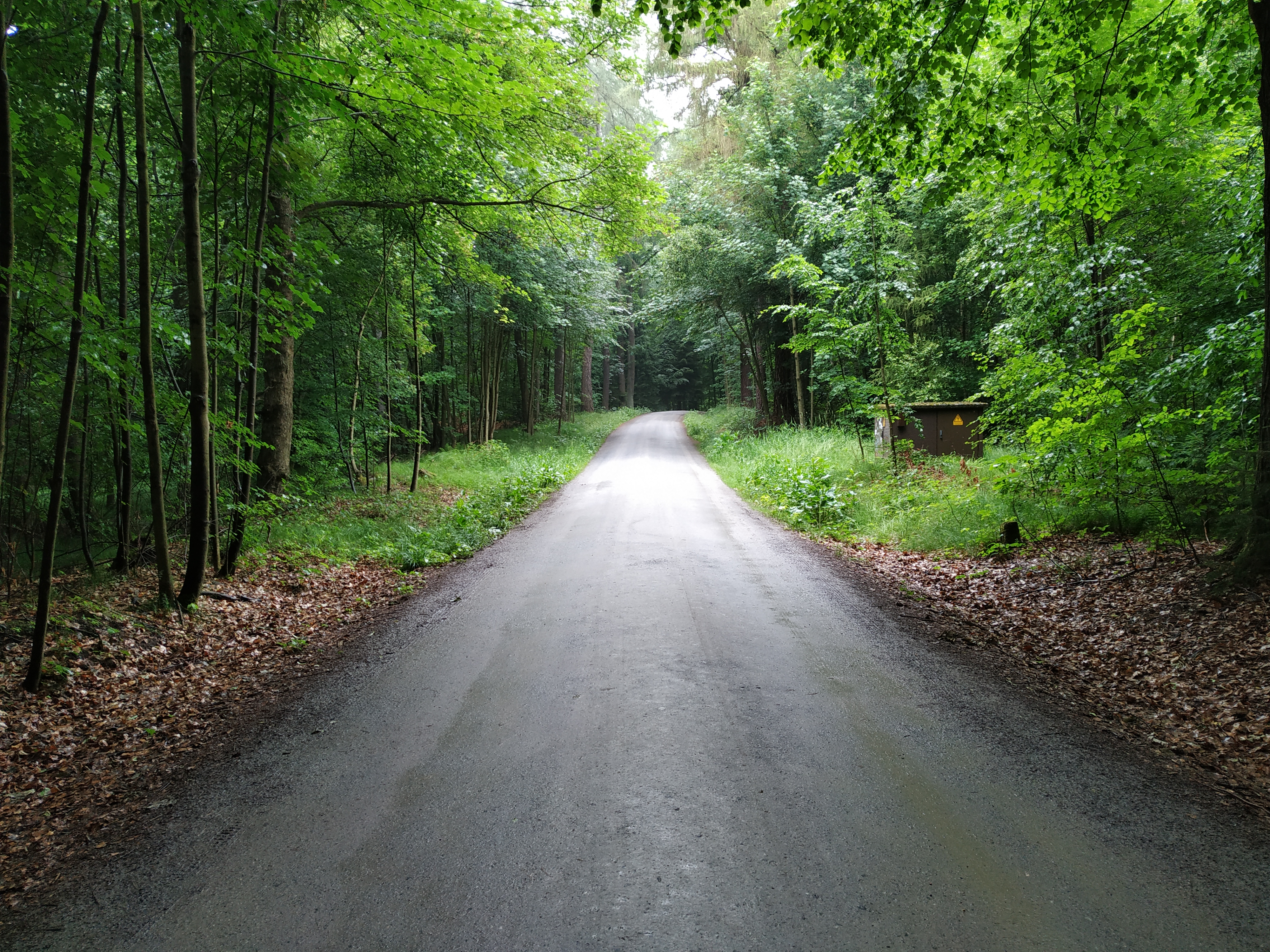
Brandstraße
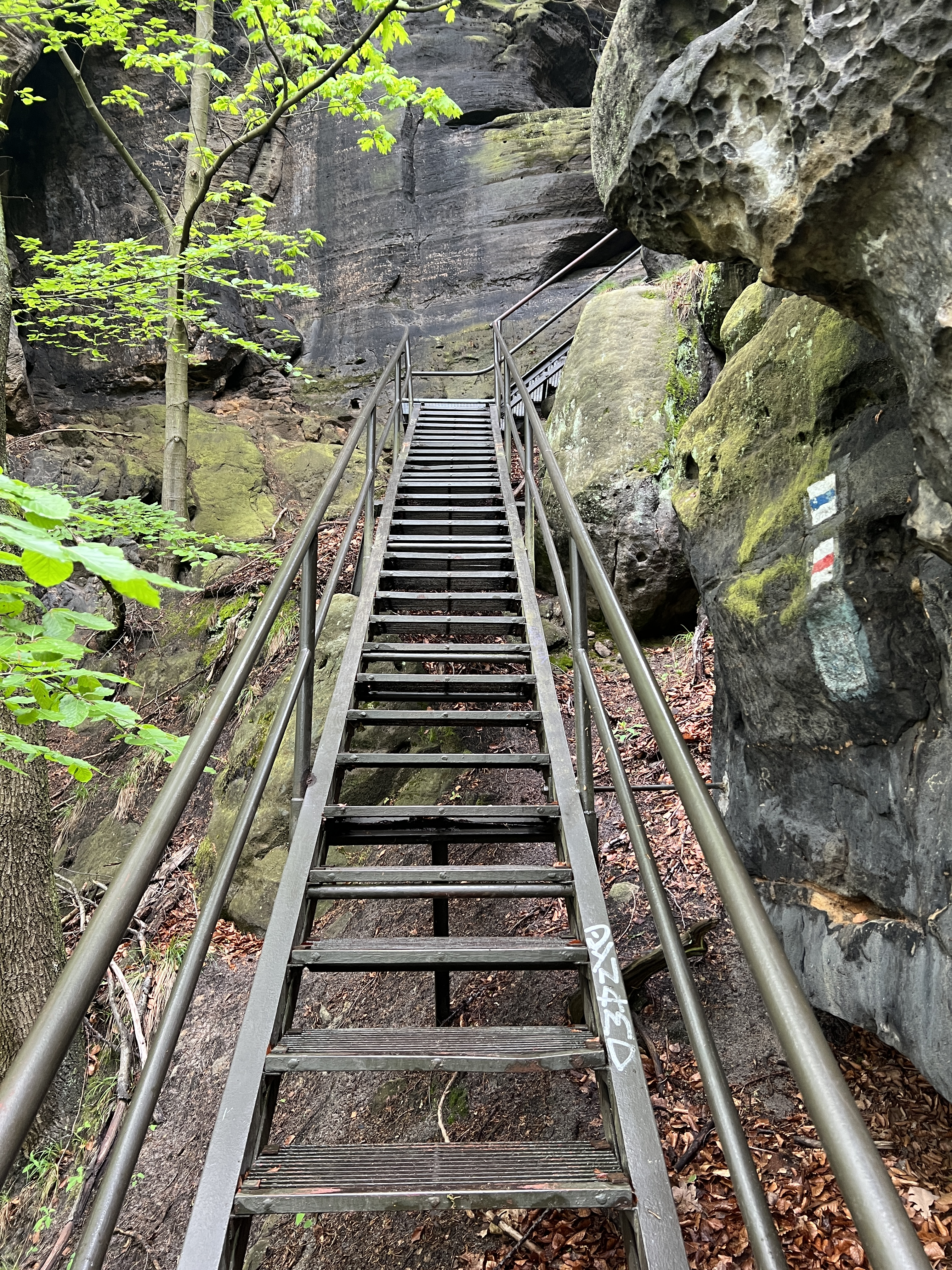
Brandstufen